# Anderson Silva
Anderson da Silva (n. 14 aprilie 1975, São Paulo, Brazilia) este un luptător brazilian de arte marțiale mixte , care în prezent concurează în categoria de greutate medie din Ultimate Fighting Championship. Silva deține cea mai lungă domnie din istoria organizației (cu zece apărari a titlului), și a avut cele mai multe victorii consecutive din istoria UFC, cu 16. Atât președintele UFC, Dana White, ca multe alte publicații l-au considerat pe Silva cel mai mare artist marțial mixt din istorie.

## Campionate și realizări
- Ultimate Fighting Championship
  - UFC Middleweight Championship (o dată)
  - Fight of the Night (de 4 ori)
  - Most Knockout of the Night Awards in the UFC (de 7 ori)
  - Submission of the Night (de 2 ori)
  - Most consecutive title defenses (10)
  - Most successful title defenses (10)
  - Most finishes in UFC title fights (9)
  - Most finishes in the UFC (14)
  - Most consecutive wins in the UFC (16)
  - Highest significant strike accuracy in UFC (67.8%)[9]
  - Most knockdowns landed in UFC History (17)[9]

- Shooto
  - Campion la categoria mijlocie (O singură dată)

- Cage Rage Campionate
  - Campion la categoria mijlocie (O singură dată)
  - Potrivite (Paul Daley) într-un număr mai mare de mandate consecutive de apărare a unui titlu (3)
  - Egalat într-un număr mai mare de apărare de succes a unui titlu (3)

- World MMA Awards
  - Luptător din anul (2008)[10]
  - Lupta anului (2010) vs Chael Sonnen[11]
  - Knock-out din anul (2011) vs Vitor Belfort[12]

- Sports Illustrated
  - Luptător din anul (2008)[13]

- Spike Guys' Choice Awards
  - Cel mai periculos om al anului (2008)

- Sherdog
  - Bate din anul (2009) vs Forrest Griffin[14]
  - Prima echipa All-Violență (2011)[15]

- MMA Live
  - Lupta anului (2010) vs Chael Sonnen[16]

- Inside MMA
  - Nocaut de picior al anului vs Vitor Belfort

- ESPN.com
  - Knock-out din anul (2011) vs Vitor Belfort[17]

- Premiile ESPY
  - Nominalizare pentru cel mai bun luptător (2009, 2012, 2013)[18][19]

- Wrestling Observer Newsletter
  - Luptător repere (2012)[20]
  - Luptător cel mai valoros de AMM (2012)[20]

## Rezultate în MMA
| Rezultate profesioniste |             |               |
| 46 meciuri              | 34 victorii | 11 înfrângeri |
| Prin knockout           | 23          | 4             |
| Prin predare            | 3           | 2             |
| La puncte               | 8           | 4             |
| Prin discualificare     | 0           | 1             |
| Nu s-a disputat         | 1           | 1             |

| Rezultat   | La general | Adversar              | Metodă                                  | Eveniment                          | Data               | Runda | Timp  | Locația                                   | Note |
| ---------- | ---------- | --------------------- | --------------------------------------- | ---------------------------------- | ------------------ | ----- | ----- | ----------------------------------------- | --- |
| Înfrângere | 34–11 (1)  | Uriah Hall            | TKO (punches)                           | UFC Fight Night: Hall vs. Silva    | 31 octombrie 2020  | 4     | 1:24  | Las Vegas, Nevada, Statele Unite          | |
| Înfrângere | 34–10 (1)  | Jared Cannonier       | TKO (leg kick)                          | UFC 237                            | 11 mai 2019        | 1     | 4:47  | Rio de Janeiro, Brazilia                  | |
| Înfrângere | 34–9 (1)   | Israel Adesanya       | Decizie (unanim)                        | UFC 234                            | 10 februarie 2019  | 3     | 5:00  | Melbourne, Australia                      | Fight of the Night. |
| Victorie   | 34–8 (1)   | Derek Brunson         | Decizie (unanim)                        | UFC 208                            | 11 februarie 2017  | 3     | 5:00  | Brooklyn, New York, Statele Unite         | |
| Înfrângere | 33–8 (1)   | Daniel Cormier        | Decizie (unanim)                        | UFC 200                            | 9 iulie 2016       | 3     | 5:00  | Las Vegas, Nevada, Statele Unite          | Meci la categoria Light Heavyweight. |
| Înfrângere | 33–7 (1)   | Michael Bisping       | Decizie (unanim)                        | UFC Fight Night: Silva vs. Bisping | 27 februarie 2016  | 5     | 5:00  | London, England                           | Fight of the Night. |
| NC         | 33–6 (1)   | Nick Diaz             | NC (overturned)                         | UFC 183                            | 31 ianuarie 2015   | 5     | 5:00  | Las Vegas, Nevada, Statele Unite          | Inițial o decizie unanimă câștigătoare pentru Silva; răsturnat după ce a testat pozitiv pentru drostanolona și androsterona. De asemenea, Diaz a testat pozitiv pentru metaboliții de marijuana. |
| Înfrângere | 33–6       | Chris Weidman         | TKO (leg injury)                        | UFC 168                            | 28 decembrie 2013  | 2     | 1:16  | Las Vegas, Nevada, Statele Unite          | Pentru UFC Middleweight Championship. |
| Înfrângere | 33–5       | Chris Weidman         | KO (punches)                            | UFC 162                            | 6 iulie 2013       | 2     | 1:18  | Las Vegas, Nevada, Statele Unite          | Pierde UFC Middleweight Championship. |
| Victorie   | 33–4       | Stephan Bonnar        | TKO (knee to the body and punches)      | UFC 153                            | 13 octombrie 2012  | 1     | 4:40  | Rio de Janeiro, Brazil                    | Meci la categoria Light Heavyweight. Extended UFC record for most consecutive wins (16). Bonnar tested positive for a boldenone metabolite.                                                      |
| Victorie   | 32–4       | Chael Sonnen          | TKO (knee to the body and punches)      | UFC 148                            | 7 iulie 2012       | 2     | 1:55  | Las Vegas, Nevada, Statele Unite          | Apără UFC Middleweight Championship. Extended record for most consecutive title defenses (10). Knockout of the Night.                                                                            |
| Victorie   | 31–4       | Yushin Okami          | TKO (punches)                           | UFC 134                            | 27 august 2011     | 2     | 2:04  | Rio de Janeiro, Brazilia                  | Apără UFC Middleweight Championship. |
| Victorie   | 30–4       | Vitor Belfort         | KO (front kick and punches)             | UFC 126                            | 5 februarie 2011   | 1     | 3:25  | Las Vegas, Nevada, Statele Unite          | Apără UFC Middleweight Championship. Knockout of the Night. |
| Victorie   | 29–4       | Chael Sonnen          | Submission (triangle armbar)            | UFC 117                            | 7 august 2010      | 5     | 3:10  | Oakland, California, Statele Unite        | Apără UFC Middleweight Championship. Submission of the Night. Fight of the Night. Sonnen tested positive for anaboloic steroids.                                                                 |
| Victorie   | 28–4       | Demian Maia           | Decizie (unanim)                        | UFC 112                            | 10 aprilie 2010    | 5     | 5:00  | Abu Dhabi, United Arab Emirates           | Apără UFC Middleweight Championship. Broke record for most consecutive title defenses (6). |
| Victorie   | 27–4       | Forrest Griffin       | KO (punch)                              | UFC 101                            | 8 august 2009      | 1     | 3:23  | Philadelphia, Pennsylvania, Statele Unite | Meci la categoria Light Heavyweight. Knockout of the Night. Fight of the Night. Griffin tested positive for illegal substances.                                                                  |
| Victorie   | 26–4       | Thales Leites         | Decizie (unanim)                        | UFC 97                             | 18 aprilie 2009    | 5     | 5:00  | Montreal, Quebec, Canada                  | Apără UFC Middleweight Championship. Broke the UFC record for most consecutive wins (9). |
| Victorie   | 25–4       | Patrick Côté          | TKO (knee injury)                       | UFC 90                             | 25 octombrie 2008  | 3     | 0:39  | Rosemont, Illinois, Statele Unite         | Apără UFC Middleweight Championship. |
| Victorie   | 24–4       | James Irvin           | KO (punches)                            | UFC Fight Night: Silva vs. Irvin   | 19 iulie 2008      | 1     | 1:01  | Las Vegas, Nevada, Statele Unite          | Meci la categoria Light Heavyweight. Irvin tested positive for methadone and oxymorphone. |
| Victorie   | 23–4       | Dan Henderson         | Submission (rear-naked choke)           | UFC 82                             | 1 martie 2008      | 2     | 4:50  | Columbus, Ohio, Statele Unite             | Apără UFC Middleweight Championship și unifică cu Pride Welterweight Championship. Submission of the Night. Fight of the Night.                                                                  |
| Victorie   | 22–4       | Rich Franklin         | TKO (knees)                             | UFC 77                             | 20 octombrie 2007  | 2     | 1:07  | Cincinnati, Ohio, Statele Unite           | Apără UFC Middleweight Championship. Knockout of the Night. |
| Victorie   | 21–4       | Nate Marquardt        | TKO (punches)                           | UFC 73                             | 7 iulie 2007       | 1     | 4:50  | Sacramento, California, Statele Unite     | Apără UFC Middleweight Championship. Knockout of the Night. |
| Victorie   | 20–4       | Travis Lutter         | Submission (triangle choke with elbows) | UFC 67                             | 3 februarie 2007   | 2     | 2:11  | Las Vegas, Nevada, Statele Unite          | Meci fără titlu în joc; Lutter missed weight (187 lbs). |
| Victorie   | 19–4       | Rich Franklin         | KO (knee)                               | UFC 64                             | 14 octombrie 2006  | 1     | 2:59  | Las Vegas, Nevada, Statele Unite          | Câștigă UFC Middleweight Championship. Knockout of the Night. |
| Victorie   | 18–4       | Chris Leben           | KO (knee)                               | UFC Fight Night 5                  | 28 iunie 2006      | 1     | 0:49  | Las Vegas, Nevada, Statele Unite          | UFC Middleweight title eliminator. Knockout of the Night. |
| Victorie   | 17–4       | Tony Fryklund         | KO (reverse elbow)                      | Cage Rage 16                       | 22 aprilie 2006    | 1     | 2:02  | London, England                           | Apără Cage Rage Middleweight Championship. |
| Înfrângere | 16–4       | Yushin Okami          | DQ (illegal upkick)                     | Rumble on the Rock 8               | 20 ianuarie 2006   | 1     | 2:33  | Honolulu, Hawaii, Statele Unite           | Welterweight Tournament Opening Round. Silva was disqualified for delivering an illegal upkick.                                                                                                  |
| Victorie   | 16–3       | Curtis Stout          | KO (punches)                            | Cage Rage 14                       | 3 decembrie 2005   | 1     | 4:59  | London, England                           | Apără Cage Rage Middleweight Championship. |
| Victorie   | 15–3       | Jorge Rivera          | TKO (knees and punches)                 | Cage Rage 11                       | 30 aprilie 2005    | 2     | 3:53  | London, England                           | Apără Cage Rage Middleweight Championship. |
| Înfrângere | 14–3       | Ryo Chonan            | Submission (flying scissor heel hook)   | Pride Shockwave 2004               | 31 decembrie 2004  | 3     | 3:08  | Saitama, Japan                            | |
| Victorie   | 14–2       | Lee Murray            | Decizie (unanim)                        | Cage Rage 8                        | 11 septembrie 2004 | 3     | 5:00  | London, England                           | Câștigă Cage Rage Middleweight Championship. |
| Victorie   | 13–2       | Jeremy Horn           | Decizie (unanim)                        | Gladiator 2                        | 27 iunie 2004      | 3     | 5:00  | Seoul, South Korea                        | |
| Victorie   | 12–2       | Waldir dos Anjos      | TKO (corner stoppage)                   | Conquista Fight 1                  | 20 decembrie 2003  | 1     | 5:00  | Vitória da Conquista, Brazil              | |
| Înfrângere | 11–2       | Daiju Takase          | Submission (triangle choke)             | Pride 26                           | 8 iunie 2003       | 1     | 8:33  | Yokohama, Japan                           | |
| Victorie   | 11–1       | Carlos Newton         | KO (flying knee and punches)            | Pride 25                           | 16 martie 2003     | 1     | 6:27  | Yokohama, Japan                           | |
| Victorie   | 10–1       | Alexander Otsuka      | Decizie (unanim)                        | Pride 22                           | 29 septembrie 2002 | 3     | 5:00  | Nagoya, Japan                             | |
| Victorie   | 9–1        | Alex Stiebling        | TKO (doctor stoppage)                   | Pride 21                           | 23 iunie 2002      | 1     | 1:23  | Saitama, Japan                            | |
| Victorie   | 8–1        | Roan Carneiro         | Submission (punches)                    | Mecca 6                            | 31 ianuarie 2002   | 1     | 5:32  | Curitiba, Brazil                          | |
| Victorie   | 7–1        | Hayato Sakurai        | Decizie (unanim)                        | Shooto 7                           | 26 august 2001     | 3     | 5:00  | Osaka, Japan                              | Câștigă Shooto Middleweight (168 lbs) Championship. |
| Victorie   | 6–1        | Israel Albuquerque    | Submission (punches)                    | Mecca 5                            | 9 iunie 2001       | 1     | 6:17  | Curitiba, Brazil                          | |
| Victorie   | 5–1        | Tetsuji Kato          | Decizie (unanim)                        | Shooto 2                           | 2 martie 2001      | 3     | 5:00  | Tokyo, Japan                              | |
| Victorie   | 4–1        | Claudionor Fontinelle | TKO (punches and knees)                 | Mecca 4                            | 16 decembrie 2000  | 1     | 4:35  | Curitiba, Brazil                          | |
| Victorie   | 3–1        | Jose Barreto          | TKO (head kick and punches)             | Mecca 2                            | 12 august 2000     | 1     | 1:06  | Curitiba, Brazil                          | |
| Înfrângere | 2–1        | Luiz Azeredo          | Decizie (unanim)                        | Mecca 1                            | 27 mai 2000        | 2     | 10:00 | Curitiba, Brazil                          | |
| Victorie   | 2–0        | Fabrício Camões       | TKO (retirement)                        | BFC 1                              | 25 iunie 1997      | 1     | 25:14 | Campo Grande, Brazil                      | |
| Victorie   | 1–0        | Raimundo Pinheiro     | Submission (rear-naked choke)           | BFC 1                              | 25 iunie 1997      | 1     | 1:53  | Campo Grande, Brazil                      | |